# Peter Käks
Peter Käks (* 21. April 1950; † 16. März 2024) war ein deutscher Gewichtheber.

## Werdegang
Peter Käks war Angehöriger der NVA der DDR und Mitglied des Armee-Sport-Klubs (ASK) Leipzig, als er erstmals im Jahr 1970 mit guten Leistungen auf sich aufmerksam machte. In diesem Jahr absolvierte er beim "Turnier der Freundschaft" im sowjetischen Lwow seinen ersten Start auf der internationalen Heberbühne und belegte dabei im Mittelschwergewicht mit 425 kg (130-132,5-162,5) den 3. Platz hinter seinem Mannschaftskollegen Thomas Ahrberg, der auf 452,5 kg kam und dem Russen Tarkil, 445 kg.
Hinter Ahrberg wurde er im Jahre 1971 auch Vizemeister der DDR im Mittelschwergewicht. Er vertrat 1971 die DDR auch beim Baltic-Cup und kam dabei mit 445 kg im olympischen Dreikampf hinter Wassili Kolotow, UdSSR, 520 kg u. Jaakko Kailajärvi, Finnland, 495 kg auf den 3. Platz. Bei den DDR-Meisterschaften 1972 steigerte er sich im Mittelschwergewicht auf 477,5 kg und belegte hinter Karl Arnold aus Zittau, der auf 505 kg kam, den 2. Platz.
1973 wurde vom internationalen Gewichtheber-Verband (IWF) das Drücken abgeschafft. Die Wettkämpfe bestehen seitdem aus einem Zweikampf (Reißen und Stoßen). Peter Käks startete ab 1973 im Schwergewicht, das damals sein Gewichtslimit bei 110 kg Körpergewicht hatte. Er belegte in dieser Gewichtsklasse bei den DDR-Meisterschaften 1973 mit 350 kg den 3. Platz hinter Helmut Losch, Stralsund, 362,5 kg u. Jürgen Ciezki, TSC Berlin, wurde aber bei den Weltmeisterschaften in Havanna eingesetzt. Dort kam er mit 350 kg im Zweikampf auf den 6. Platz. Sieger wurde Perwuschin aus der UdSSR mit 385 kg vor Helmut Losch, der sich auf 370 kg steigerte.
Helmut Losch und Jürgen Ciezki blieben in der DDR in den nächsten Jahren auch die Hauptkonkurrenten von Peter Käks. Bei den DDR-Meisterschaften 1974 kam Peter Käks mit 345 kg (155-190) hinter Jürgen Ciezki, 362,5 kg auf den 2. Platz. Er wurde in diesem Jahr auch bei den Weltmeisterschaften in Manila eingesetzt, wo er sich auf 360 kg (160-200) steigerte und damit den 5. Platz belegte. 1975 wurde er mit einer großen Steigerung auf 382,5 kg (170-212,5) hinter Jürgen Ciezki wieder DDR-Vizemeister, weil Ciezki im Zweikampf 385 kg erzielte. Auch bei den Welt- und Europameisterschaften 1975 in Moskau war er in guter Form und kam mit 377,5 kg (167,5-210) auf den 4. Platz (WM+EM-Wertung).
Bei den DDR-Meisterschaften 1976 kam Peter Käks hinter Jürgen Ciezki und Helmut Losch auf den 3. Platz und verpasste damit den Sprung zu den Olympischen Spielen in Montreal. 1977 vertrat er sein Land aber wieder bei den Welt- und Europameisterschaften in Stuttgart und kam dort im 2. Schwergewicht auf 382,5 kg (167,5-215). Als Fünfter verpasste er aber wiederum knapp die Medaillenränge.
1977 wechselte Peter Käks nach Frankfurt (Oder), weil der Sportklub der Armee von Leipzig in diese Stadt verlegt wurde.
Nachdem er 1978 verletzungsbedingt nicht starten konnte, schaffte er im Jahre 1979 endlich den Sieg bei den DDR-Meisterschaften. Er wurde mit 390 kg (175-215) Sieger vor Merker, Berlin, 355 kg u. René Wyßuwa, Dresden, der 352,5 kg schaffte. Bei den Europameisterschaften 1979 in Warna gelang ihm dann mit 385 kg (170-215) und dem 3. Platz endlich auch ein Medaillengewinn bei internationalen Meisterschaften.
Nach diesen Meisterschaften beendete Peter Käks seine Gewichtheberkarriere. Er wurde Trainer in Frankfurt (Oder) und war viele Jahre Stützpunkttrainer des Deutschen Gewichtheber-Verbandes im dortigen Olympiastützpunkt. Er wohnte in Letschin.

## Doping in der DDR
1979 und 1980 erhielt Käks im Rahmen des staatlich betriebenen Zwangsdopingsystem der DDR 11225 bzw. 4445 mg Oral-Turinabol.

## Internationale Erfolge
| Jahr | Platz | Wettbewerb                                                                               | Gewichtsklasse | |
| 1970 | 3.    | Turnier der Freundschaft in Lwow                                                         | Mittelschwer   | mit 425 kg (130-132,5-162,5), hinter Thomas Ahrberg, DDR, 452,5 kg u. Tarkil, UdSSR, 445 kg                                                   |
| 1971 | 3.    | Baltic-Cup                                                                               | Mittelschwer   | mit 445 kg, hinter Wassili Kolotow, UdSSR, 520 kg u. Jaakko Kailajärvi, Finnland, 495 kg                                                      |
| 1973 | 3.    | Großer Preis von Berlin                                                                  | Schwer         | mit 340 kg, hinter Jürgen Ciezki, DDR, 355 kg u. Helmut Losch, DDR, 345 kg                                                                    |
| 1973 | 6.    | WM in Havanna                                                                            | Schwer         | mit 350 kg; Sieger: Pawel Perwuschin, UdSSR, 385 kg vor Helmut Losch, 370 kg                                                                  |
| 1974 | 2.    | Baltic-Cup                                                                               | Schwer         | mit 367,5 kg (160-207,5), hinter Ustjuschin, UdSSR, 372,5 kg, vor Stefan Grützner, DDR, 362,5 kg                                              |
| 1974 | 5.    | WM in Manila                                                                             | Schwer         | mit 360 kg (160-200), hinter Waleri Ustjuschin, 380 kg, Jürgen Ciezki, 377,5 kg, Juri Saizew, UdSSR, 367,5 kg u. Dieter Westphal, BRD, 360 kg |
| 1975 | 2.    | Großer Preis von Berlin                                                                  | Schwer         | mit 360 kg, hinter Helmut Losch, 362,5 kg, vor Dieter Westphal, 352,5 kg                                                                      |
| 1975 | 4.    | WM + EM (4.) in Moskau                                                                   | Schwer         | mit 377,5 kg (167,5-210) hinter Walentin Christow, Bulgarien, 417,5 kg, Moscheikow, UdSSR, 390 kg u. Jürgen Ciezki, 390 kg                    |
| 1975 | 3.    | Baltic-Cup in Zopot                                                                      | Schwer         | mit 355 kg, hinter Jürgen Ciezki, 367,5 kg u. Artjunin, UdSSR, 365 kg                                                                         |
| 1976 | 1.    | Baltic-Cup in Lahti                                                                      | Schwer         | mit 372,5 kg (162,5-210), vor Jan Niedzwiecki, Polen, 355 kg                                                                                  |
| 1977 | 3.    | Oderpokal in Frankfurt (Oder)                                                            | 2. Schwer      | mit 360 kg, hinter Serhej Poltorazkyj, UdSSR, 375 kg u. Johannes Kieslich, DDR, 375 kg                                                        |
| 1977 | 2.    | Pokal der blauen Schwerter in Meißen                                                     | 2. Schwer      | mit 352,5 kg (160-192,5), hinter J. Gonzales, Kuba, 365 kg                                                                                    |
| 1977 | 1.    | Kastrup-Tornby-Cup in Kopenhagen                                                         | 2. Schwer      | mit 375 kg (165-210), vor Östby, Norwegen, 320 kg                                                                                             |
| 1977 | 5.    | WM + EM in Stuttgart                                                                     | 2. Schwer      | mit 382,5 kg (167,5-215); Sieger: Walentin Christow, 405 kg vor Juri Saizew, 395 kg                                                           |
| 1977 | 2.    | Baltic-Cup in Stralsund                                                                  | 2. Schwer      | mit 380 kg (170-210), hinter Jürgen Ciezki, UdSSR, 385 kg                                                                                     |
| 1978 | 2.    | Turnier der Freundschaft in Moskau                                                       | 2. Schwer      | mit 362,5 kg (162,5-200), hinter Juri Saizew, 397,5 kg (172,5-225)                                                                            |
| 1979 | 2.    | Meisterschaften der Armeen der Warschauer-Pakt-Staaten (SKDA-Meist.) in Frankfurt (Oder) | 2. Schwer      | mit 380 kg (170-210)h, hinter Nowikow, UdSSR, 385 kg                                                                                          |
| 1979 | 3.    | EM in Warna                                                                              | 2. Schwer      | mit 385 kg (170-215), hinter Juri Saizew, 400 kg (172,5-227,5) u. Krassimir Drandarow, Bulgarien, 390 kg (172,5-217,5)                        |

## DDR-Meisterschaften
| Jahr | Platz | Altersgruppe | Gewichtsklasse | Ergebnis                                                                                              |
| 1971 | 2.    | Senioren     | Mittelschwer   | hinter Thomas Ahrberg, SC Karl-Marx-Stadt                                                             |
| 1972 | 2.    | Senioren     | Mittelschwer   | mit 477,5 kg, hinter Karl Arnold, Zittau, 505 kg                                                      |
| 1973 | 3.    | Senioren     | Schwer         | mit 350 kg, hinter Helmut Losch, BSG Motor Stralsund, 362,5 kg u. Jürgen Ciezki, TSC Berlin, 357,5 kg |
| 1974 | 2.    | Senioren     | Schwer         | mit 345 kg (155-190), hinter Jürgen Ciezki, 362,5 kg (162,5-200)                                      |
| 1975 | 2.    | Senioren     | Schwer         | mit 382,5 kg (170-212,5), hinter Jürgen Ciezki, 385 kg, vor Helmut Losch, 360 kg                      |
| 1976 | 3.    | Senioren     | Schwer         | hinter Jürgen Ciezki u. Helmut Losch                                                                  |
| 1979 | 1.    | Senioren     | 2. Schwer      | mit 390 kg (175-215), vor Merker, TSC Berlin, 355 kg u. René Wyßuwa, SC Einheit Dresden, 352,5 kg     |

Erläuterungen
- Wettkämpfe bis 1972 im olympischen Dreikampf (Drücken, Reißen, Stoßen), seit 1973 im Zweikampf (Reißen, Stoßen),
- WM = Weltmeisterschaften, EM = Europameisterschaften,
- Mittelschwergewicht, damals bis 90 kg Körpergewicht, Schwergewicht bis 1976 von 90 kg bis 110 kg, 1. Schwergewicht, ab 1977 bis 100 kg, 2. Schwergewicht, ab 1977 bis 110 kg